# Players Championship de 2022
El Players Championship de 2022 (conocido en inglés y por motivos de patrocinio como 2022 Cazoo Players Championship) fue un torneo de snooker, profesional y de ranking, que se celebró en la ciudad inglesa de Wolverhampton entre el 7 y el 13 de febrero. Fue la duodécima edición del Players Championship, el décimo certamen de ranking de la temporada 2021-22 y el segundo torneo de la Players Series, precedido por el World Grand Prix y sucedido por el Tour Championship.
Neil Robertson, que se impuso (10-5) a Barry Hawkins en la final, se proclamó campeón del torneo.

## Resultados

### Cuadro del torneo
Entre paréntesis, se indica el puesto en el que accedieron al torneo los jugadores. Recalcado en negrita figura el ganador de cada partido:
|  | octavos de final (mejor de 11) | octavos de final (mejor de 11) |                       |   | cuartos de final (mejor de 11) | cuartos de final (mejor de 11) |  |  | semifinales (mejor de 11) | semifinales (mejor de 11) |  |  | final (mejor de 19) | final (mejor de 19) |
|  |                                |                                |                       |   |                                |                                |  |  |                           |                           |  |  |                     |                     |
|  |                                |                                |                       |   |                                |                                |  |  |                           |                           |  |  |                     |                     |
|  |                                |                                |                       |   |                                |                                |  |  |                           |                           |  |  |                     |                     |
|  | Zhao Xintong (1)               | 3                              |                       |   |                                |                                |  |  |                           |                           |  |  |                     |                     |
|  | Zhao Xintong (1)               | 3                              |                       |   |                                |                                |  |  |                           |                           |  |  |                     |                     |
|  | Barry Hawkins (16)             | 6                              |                       |   |                                |                                |  |  |                           |                           |  |  |                     |                     |
|  | Barry Hawkins (16)             | 6                              | Barry Hawkins (16)    | 6 |                                |                                |  |  |                           |                           |  |  |                     |                     |
|  |                                |                                | Barry Hawkins (16)    | 6 |                                |                                |  |  |                           |                           |  |  |                     |                     |
|  |                                | Yan Bingtao (9)                | 5                     |   |                                |                                |  |  |                           |                           |  |  |                     |                     |
|  | David Gilbert (8)              | Yan Bingtao (9)                | 5                     | 4 |                                |                                |  |  |                           |                           |  |  |                     |                     |
|  | David Gilbert (8)              |                                |                       | 4 |                                |                                |  |  |                           |                           |  |  |                     |                     |
|  | Yan Bingtao (9)                | 6                              |                       |   |                                |                                |  |  |                           |                           |  |  |                     |                     |
|  | Yan Bingtao (9)                | 6                              | Barry Hawkins (16)    | 6 |                                |                                |  |  |                           |                           |  |  |                     |                     |
|  |                                |                                | Barry Hawkins (16)    | 6 |                                |                                |  |  |                           |                           |  |  |                     |                     |
|  |                                | Ricky Walden (12)              | 2                     |   |                                |                                |  |  |                           |                           |  |  |                     |                     |
|  | Mark Allen (5)                 | Ricky Walden (12)              | 2                     | 2 |                                |                                |  |  |                           |                           |  |  |                     |                     |
|  | Mark Allen (5)                 |                                |                       | 2 |                                |                                |  |  |                           |                           |  |  |                     |                     |
|  | Ricky Walden (12)              | 6                              |                       |   |                                |                                |  |  |                           |                           |  |  |                     |                     |
|  | Ricky Walden (12)              | 6                              | Ricky Walden (12)     | 6 |                                |                                |  |  |                           |                           |  |  |                     |                     |
|  |                                |                                | Ricky Walden (12)     | 6 |                                |                                |  |  |                           |                           |  |  |                     |                     |
|  |                                | Mark Williams (4)              | 5                     |   |                                |                                |  |  |                           |                           |  |  |                     |                     |
|  | Mark Williams (4)              | Mark Williams (4)              | 5                     | 6 |                                |                                |  |  |                           |                           |  |  |                     |                     |
|  | Mark Williams (4)              |                                |                       | 6 |                                |                                |  |  |                           |                           |  |  |                     |                     |
|  | Gary Wilson (13)               | 3                              |                       |   |                                |                                |  |  |                           |                           |  |  |                     |                     |
|  | Gary Wilson (13)               | 3                              | Barry Hawkins (16)    | 5 |                                |                                |  |  |                           |                           |  |  |                     |                     |
|  |                                |                                | Barry Hawkins (16)    | 5 |                                |                                |  |  |                           |                           |  |  |                     |                     |
|  |                                | Neil Robertson (6)             | 10                    |   |                                |                                |  |  |                           |                           |  |  |                     |                     |
|  | Ronnie O'Sullivan (3)          | Neil Robertson (6)             | 10                    | 6 |                                |                                |  |  |                           |                           |  |  |                     |                     |
|  | Ronnie O'Sullivan (3)          |                                |                       | 6 |                                |                                |  |  |                           |                           |  |  |                     |                     |
|  | Judd Trump (14)                | 3                              |                       |   |                                |                                |  |  |                           |                           |  |  |                     |                     |
|  | Judd Trump (14)                | 3                              | Ronnie O'Sullivan (3) | 3 |                                |                                |  |  |                           |                           |  |  |                     |                     |
|  |                                |                                | Ronnie O'Sullivan (3) | 3 |                                |                                |  |  |                           |                           |  |  |                     |                     |
|  |                                | Neil Robertson (6)             | 6                     |   |                                |                                |  |  |                           |                           |  |  |                     |                     |
|  | Neil Robertson (6)             | Neil Robertson (6)             | 6                     | 6 |                                |                                |  |  |                           |                           |  |  |                     |                     |
|  | Neil Robertson (6)             |                                |                       | 6 |                                |                                |  |  |                           |                           |  |  |                     |                     |
|  | Kyren Wilson (11)              | 4                              |                       |   |                                |                                |  |  |                           |                           |  |  |                     |                     |
|  | Kyren Wilson (11)              | 4                              | Neil Robertson (6)    | 6 |                                |                                |  |  |                           |                           |  |  |                     |                     |
|  |                                |                                | Neil Robertson (6)    | 6 |                                |                                |  |  |                           |                           |  |  |                     |                     |
|  |                                | Jimmy Robertson (15)           | 1                     |   |                                |                                |  |  |                           |                           |  |  |                     |                     |
|  | John Higgins (7)               | Jimmy Robertson (15)           | 1                     | 6 |                                |                                |  |  |                           |                           |  |  |                     |                     |
|  | John Higgins (7)               |                                |                       | 6 |                                |                                |  |  |                           |                           |  |  |                     |                     |
|  | Hossein Vafaei (10)            | 3                              |                       |   |                                |                                |  |  |                           |                           |  |  |                     |                     |
|  | Hossein Vafaei (10)            | 3                              | John Higgins (7)      | 4 |                                |                                |  |  |                           |                           |  |  |                     |                     |
|  |                                |                                | John Higgins (7)      | 4 |                                |                                |  |  |                           |                           |  |  |                     |                     |
|  |                                | Jimmy Robertson (15)           | 6                     |   |                                |                                |  |  |                           |                           |  |  |                     |                     |
|  | Luca Brecel (2)                | Jimmy Robertson (15)           | 6                     | 1 |                                |                                |  |  |                           |                           |  |  |                     |                     |
|  | Luca Brecel (2)                |                                |                       | 1 |                                |                                |  |  |                           |                           |  |  |                     |                     |
|  | Jimmy Robertson (15)           | 6                              |                       |   |                                |                                |  |  |                           |                           |  |  |                     |                     |
|  | Jimmy Robertson (15)           | 6                              |                       |   |                                |                                |  |  |                           |                           |  |  |                     |                     |

## Centenas
Los jugadores consiguieron amasar un total de veinticinco centenas durante el torneo. La más alta, de 141, fue obra de Kyren Wilson. Así se repartieron:
- 141 — Kyren Wilson
- 139, 135, 132, 123, 103, 100 — Yan Bingtao
- 137, 126, 115 — Barry Hawkins
- 134, 108, 101 — John Higgins
- 130, 116, 114, 107, 105, 100 — Neil Robertson
- 127 — Ronnie O'Sullivan
- 123 — Ricky Walden
- 107, 103, 102 — Mark Williams
- 102 — Jimmy Robertson